# Amblans-et-Velotte
Amblans-et-Velotte is een gemeente in het Franse departement Haute-Saône (regio Bourgogne-Franche-Comté) en telt 386 inwoners (2011). De plaats maakt deel uit van het arrondissement Lure.

## Geografie
De oppervlakte van Amblans-et-Velotte bedraagt 9,7 km², de bevolkingsdichtheid is 39,8 inwoners per km².

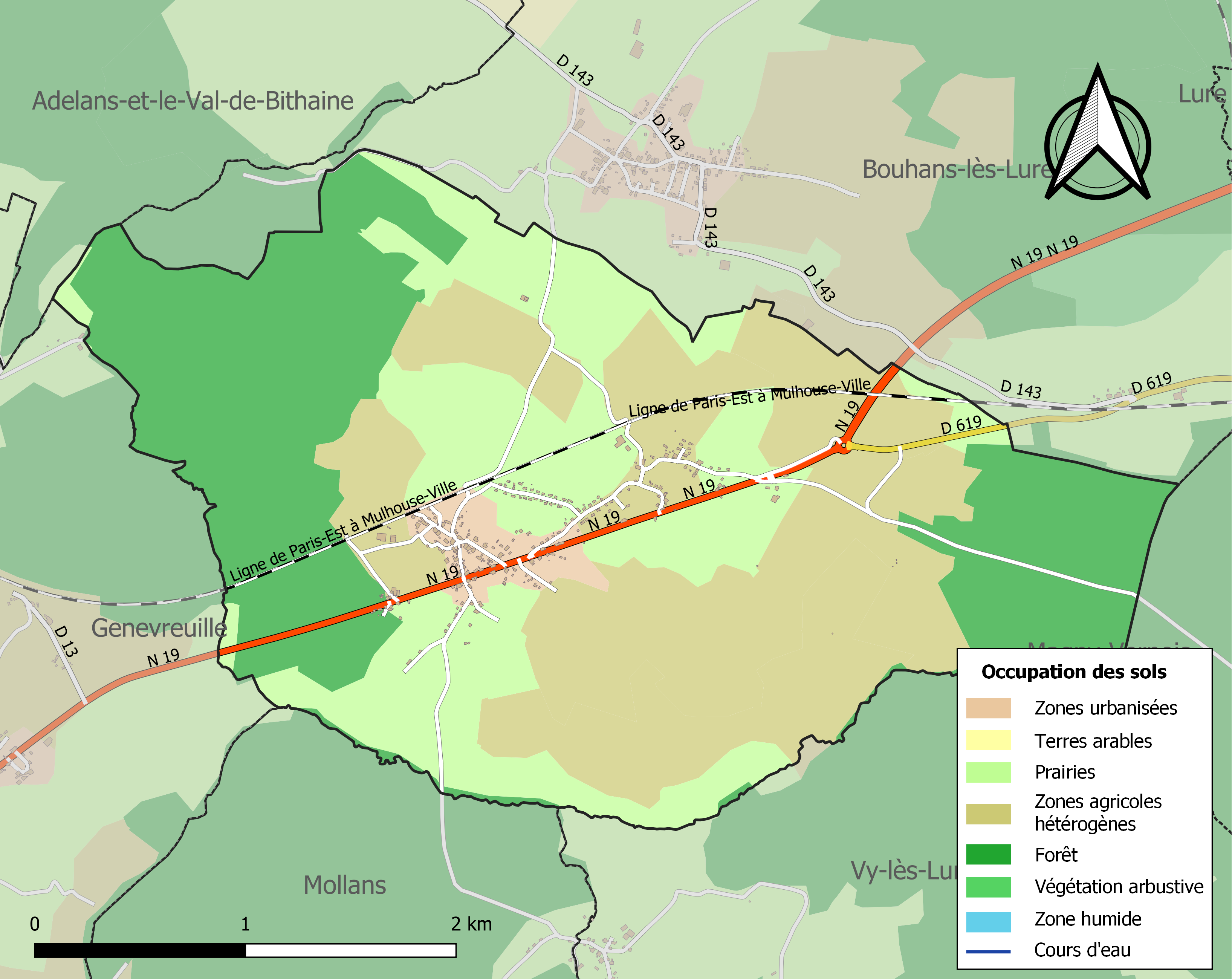
Kaart van de gemeente met de belangrijkste infrastructuur, bodemgebruik en omliggende gemeenten

## Demografie
Onderstaande figuur toont het verloop van het inwonertal (bron: INSEE-tellingen).